# Douglas (football, avril 1990)
Pour les articles homonymes, voir Douglas.
Douglas Silva Bacelar dit Douglas, né le 4 avril 1990, est un footballeur brésilien évoluant actuellement au poste de défenseur au Guarani FC.

## Biographie
Le 26 octobre 2011, il inscrit un but lors de la Copa Sudamericana face au club bolivien d'Aurora.
En janvier 2013, il quitte le Vasco da Gama et signe un contrat de cinq ans avec le FK Dnipro. Avec cette équipe, il atteint la finale de la Ligue Europa en 2015, en étant battu par le Séville FC.

## Palmarès
FK Dnipro
- Ligue Europa
  - Finaliste : 2015